# Sun Bear Concerts
Sun Bear Concerts från 1978 är ett soloalbum med improvisationer av pianisten Keith Jarrett. Albumet spelades in i november 1976 vid konserter på fem olika platser i Japan. Det gavs först ut som en box med tio LP-skivor och senare (1990) på sex cd.

## Låtlista
All musik är skriven av Keith Jarrett.

### Cd 1 (5 november 1976)
1. Kyoto, November 5, 1976, Part 1 – 43:55
2. Kyoto, November 5, 1976, Part 2 – 34:05

### Cd 2 (8 november 1976)
1. Osaka, November 8, 1976, Part 1 – 38:58
2. Osaka, November 8, 1976, Part 2 – 31:09

### Cd 3  (12 november 1976)
1. Nagoya, November 12, 1976, Part 1 – 35:36
2. Nagoya, November 12, 1976, Part 2 – 39:56

### Cd 4 (14 november 1976)
1. Tokyo, November 14, 1976, Part 1 – 40:22
2. Tokyo, November 14, 1976, Part 2 – 35:22

### Cd 5 (18 november 1976)
1. Sapporo, November 18, 1976, Part 1 – 41:05
2. Sapporo, November 18, 1976, Part 2 – 33:56

### Cd 6 (bonusspår på cd-utgåvan)
1. Encores: Sapporo – 10:56
2. Encores: Tokyo – 8:23
3. Encores: Nagoya – 4:03

## Medverkande
- Keith Jarrett – piano